# Швеция на «Евровидении-1959»
Швеция принимала участие в Евровидении 1959, проходившем в Каннах, Франция. На конкурсе её представляла Брита Борг с песней «Augustin», выступавшая под номером 7. В этом году страна заняла девятое место, получив 4 балла. Комментаторами конкурса от Швеции в этом году стал Ян Габриэллсон, глашатаем – Роланд Эйворт.

## Национальный отбор[2]
| Номер | Артист               | Песня                       | Баллы | Место |
| ----- | -------------------- | --------------------------- | ----- | ----- |
| 1     | Östen Warnerbring    | «Kungsgatans blues»         | 67    | 4-е   |
| 2     | Ulla Christensson    | «Lyckans soluppgång»        | 52    | 6-е   |
| 3     | Staffan Broms        | «Dags igen att vara kära»   | 79    | 2-е   |
| 4     | Britt-Inger Dreilick | «Hösten är vår»             | 52    | 6-е   |
| 5     | Åke Söhr             | «En miljon för dina tänkar» | 48    | 8-е   |
| 6     | Britt Damberg        | «Nya fågelsången»           | 76    | 3-е   |
| 7     | Östen Warnerbring    | «Någon saknar dig»          | 56    | 5-е   |
| 8     | Siw Malmkvist        | «Augustin»                  | 105   | 1-е   |

Национальный отбор состоялся 29 января 1959 года в Стокгольме. В 1959 году исполнитель выбирался SVT, а песня на конкурсе Melodifestivalen. Жюри состояло из трёх человек. Таким образом, страну представлять на Евровидении в 1959 году была выбрана Брита Борг с песней «Augustin», хотя участие в отборе она не принимала.

## Страны, отдавшие баллы Швеции
Каждая страна имела жюри в количестве 10 человек, каждый человек мог отдать очко понравившейся песне.
| Отдали Швеции… | Отдали Швеции… |
| 3 балла        | 1 балл         |
| -------------- | -------------- |
| Нидерланды     | Дания          |

## Страны, получившие баллы от Швеции
| 4 балла | Дания     |
| 3 балла | Швейцария |
| 2 балла | Австрия   |
| 1 балл  | Италия    |